# Leopold Mozart
Johann Georg Leopold Mozart (Augusta, 14 novembre 1719 – Salisburgo, 28 maggio 1787) è stato un compositore e musicista tedesco, padre di Wolfgang Amadeus Mozart e di Maria Anna Mozart.

## Biografia
Era figlio del rilegatore di libri Johann Georg Mozart (1679-1736) e di Anna Maria Sulzer (1696-1766).
Fu destinato alla carriera ecclesiastica, ma alla morte del padre abbandonò questa strada e nel 1736 si iscrisse all'Università di Salisburgo. Qui i suoi studi ebbero un inizio promettente: al termine del primo anno superò un difficile esame e venne elogiato per il suo buon lavoro.  Il successo accademico terminò nel 1739 per l'evidente disinteresse del giovane Leopold a farsi comunque ammettere alla sessione d'esame mediante una "supplica" dal rettore:
nomine studiosi indignum reddidit: fuit [h]is paucis ante examen diebus 
citatus ad Magnificum, ubi sententiam percepit, se non ampliùs in 
numero studiosorum habendum esse, quam sententiam nullîs inter-
positis precibus, acsi haec non curaret, acceptavit et discessit; qua de 
ratione neque ad examen ampliùs fuit citatus.»
(Biblioteca universitaria di Salisburgo, bA 90, c. 277r.)
Entrò al servizio del conte Johann Baptist von Thurn und Taxis, un canonico della cattedrale, e gli fu dato il titolo di Kammerdiener ovvero valletto di camera. Ma il suo incarico era quello di musicista, e dopo pochi anni venne ammesso a far parte dell'orchestra del Principe arcivescovo. Questa nuova occupazione gli assicurò un reddito regolare.
Entrò come violinista presso l'orchestra di corte di Salisburgo nel 1743. Compose vari pezzi orchestrali e divertimenti quali "Le nozze di campagna", "Serenata in re maggiore per tromba e trombone" e "Il viaggio musicale in slitta". La cosiddetta "Sinfonia dei giocattoli" (nei Paesi di lingua tedesca nota come "Kindersinfonie", Sinfonia per i bambini), per lungo tempo attribuita a Leopold Mozart (oltre che a Franz Joseph Haydn e al fratello di questi, Michael), è molto probabilmente opera di Edmund Angerer (1740–1794), monaco benedettino del convento di Fiecht, in Tirolo.
Il 21 novembre 1747 Leopold sposò Anna Maria Pertl nella cattedrale di Salisburgo: lui aveva ventotto anni, lei ventisette. Sembra che l'unione sia risultata felice: si diceva che "i genitori di Mozart erano ai loro tempi la coppia più bella di Salisburgo". In occasione delle nozze d'argento, Leopold, che si trovava in Italia con il figlio, così scrisse da Milano all'amata moglie: "Oggi è l'anniversario del nostro matrimonio. Sono passati, credo, venticinque anni da quando ci venne la felice idea di sposarci: quest'idea, a dire il vero, ci era venuta molti anni prima. Le cose ben fatte richiedono tempo!".
L'unione di Leopold con Anna Maria generò sette figli, cinque dei quali morirono giovanissimi, nella media dell'alto tasso di mortalità infantile dell'epoca. I due che sopravvissero, la quartogenita Maria Anna (1751) detta Nannerl e l'ultimogenito Wolfgang (1756), si rivelarono prodigi musicali. L'attività musicale di Leopold diminuì man mano che egli divenne consapevole del talento dei suoi bambini e ne assunse i ruoli di genitore, insegnante, collaboratore e amministratore. Alla fine, per dedicarsi pienamente allo sviluppo musicale dei figli e soprattutto del maschio, cessò di comporre del tutto e trascurò i suoi doveri professionali, con grave pregiudizio per la sua carriera presso la corte di Salisburgo.
A causa di disaccordi personali e artistici, i suoi rapporti con Wolfgang si diradarono fino alla sua morte, avvenuta il 28 maggio 1787 a Salisburgo. Il merito maggiore di Leopold è di essersi subito accorto del talento del figlio Wolfgang e di averlo saputo coltivare.
Massone, fu elevato al grado di Maestro nella loggia di Vienna Zur Wahren Eintracht (Alla Vera Concordia) il 22 aprile 1785, durante una cerimonia alla quale assistette suo figlio Wolfgang, come lui membro della Massoneria.

## Discendenza
Dalla moglie, ebbe sette figli, cinque dei quali morti nei primi mesi di vita:
- Johann Leopold Joachim (18 agosto 1748 – 2 febbraio 1749);
- Maria Anna Cordula (18 giugno 1749 – 24 giugno 1749);
- Maria Anna Nepomucena Walpurga (13 maggio 1750 - 29 luglio 1750);
- Maria Anna Walburga Ignatia  (30 luglio 1751-29 ottobre 1829), detta Nannerl;
- Johann Karl Amadeus (4 novembre 1752 – 2 febbraio 1753);
- Maria Crescentia Francesca Paula (9 maggio 1754 - 27 giugno 1754);
- Johann Chrysostomus Wolfgang Amadeus (27 gennaio 1756 - 5 dicembre 1791).

## Riferimenti nella cultura di massa
- Nel film Amadeus del 1984, diretto da Milos Forman, Leopold Mozart è interpretato dall'attore Roy Dotrice[4].